# Erpetosuchus
Az Erpetosuchus egy crurotarsinem volt, amely a késő triász időszakban élt. Elsőként E. T. Newton készített róla leírást 1894-ben, Északkelet-Skóciában felfedezett fosszíliák alapján, de a maradványaira a későbbiekben az Egyesült Államokban is rátaláltak. Az Erpetosuchus a Crocodylomorpha testvértaxonja. Típusfaja az E. granti.

## Felfedezés

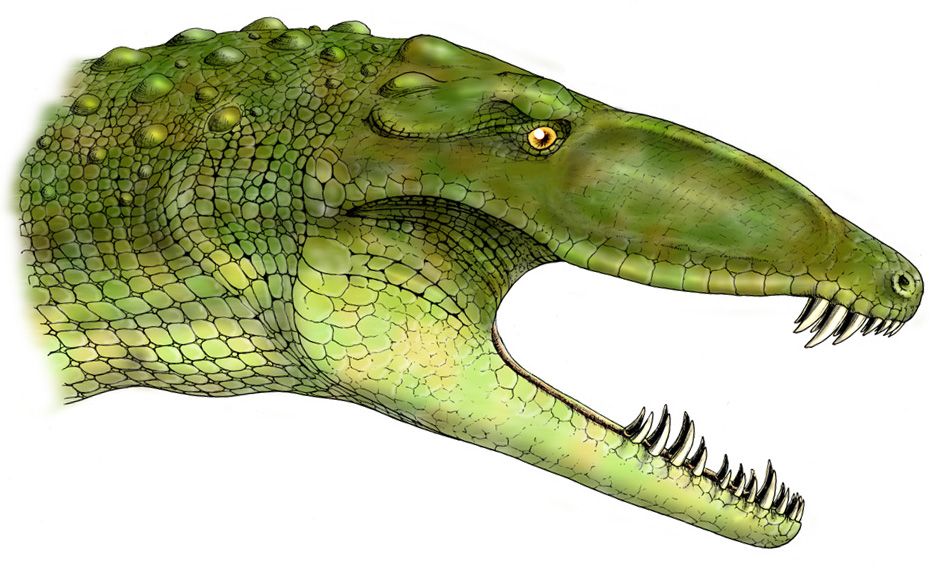
Az Erpetosuchus fejének rekonstrukciója.

Az Erpetosuchus első maradványait, egy koponyát és egy részleges koponya alatti (posztkraniális) csontvázat a Lossiemouth Homokkő Formációban fedezték fel, Skóciában (a késő triász időszak késő karni korszakához tartozó rétegben). A holotípusa a BMNH R3139 jelzésű lelet.
1995-ben a Connecticut állambeli New Haven Formáció alsó részén, egy expedíció során az amerikai őslénykutató, Paul E. Olsen felfedezett egy hiányos koponyát, ami a preparálás és a 2000-ben elkészített leírás (Olsen és szerzőtársai, 2000) után az E. granti nevet kapta. Ez volt az első Skócián kívül talált E. granti fosszília. A leletet az AMNH 29300 jelzéssel katalogizálták, és a koponya jobb oldala mellett néhány csigolya és egy pár beazonosítatlan csont is tartozott hozzá. A kormeghatározás szerint a New Haven Formáció alsó része a (késő triász időszaki) nori korszakhoz tartozik.

## Rendszertan
Az Erpetosuchus granti eredetileg a Thecodontia rendhez tartozott, de kiderült, hogy ez a név egy parafiletikus csoportot jelöl, amibe több távoli rokonságban álló archosaurus tartozik, ezért eltűnt a szakirodalomból. Emellett crocodylomorphának, az Erpetosuchia, illetve a Pseudosuchia klád tagjának tekintették.
Egy Olsen és szerzőtársai által (2000-ben) elvégzett újabb keletű filogenetikus elemzés szerint az E. granti a Crocodylomorpha testvértaxonja. E csoportok az alábbi szünapomorfiák alapján egy kládba tartoznak:
- A maxilla középső érintkezése egy másodlagos csontos lemezt képez
- A homlokmögötti csont hiányzik
- A falcsontok összeforrtak, anélkül hogy a sagittális varratnak nyoma maradt volna

## Fordítás
- Ez a szócikk részben vagy egészben az Erpetosuchus című angol Wikipédia-szócikk ezen változatának fordításán alapul.  Az eredeti cikk szerkesztőit annak laptörténete sorolja fel. Ez a jelzés csupán a megfogalmazás eredetét és a szerzői jogokat jelzi, nem szolgál a cikkben szereplő információk forrásmegjelöléseként.